# La Cousine Bette (film, 1998)
Cet article concerne le film de Desmond Mac Anuff. Pour le film de Max de Rieux, voir La Cousine Bette.
Pour les articles homonymes, voir La Cousine Bette (homonymie).
Pour plus de détails, voir Fiche technique et Distribution.
La Cousine Bette (Cousin Bette) est un film réalisé par Des McAnuff et sorti en 1998. Il est inspiré du roman homonyme d'Honoré de Balzac.

## Synopsis
Lisbeth Fischer, dite Bette, est une fille pauvre et laide qui vient se réfugier auprès de son beau-frère, le baron Hulot, et de sa nièce Hortense. Elle cherche à se marier et trouve un certain plaisir à aider d'un jeune artiste, le comte Wenceslas Steinbock, qui meurt de faim et elle croit avoir trouvé en lui un amoureux. Mais Steinbock s'éprend d'Hortense Hulot et Bette se retrouve seule. Bette en veut à la terre entière et elle décide de se venger. Elle complote avec la courtisane Jenny Cadine et cherche à détruire la vie de toute la famille Hulot.

## Fiche technique
- Titre : Cousin Bette
- Réalisateur : Des McAnuff
- Scénaristes : Susan Tarr Lynn Siefert, d'après l'œuvre d’Honoré de Balzac
- Musique : Simon Boswell
- Directeur de la photographie : Andrzej Sekula
- Monteur : Barry Alexander Brown, Tariq Anwar
- Directeur artistique : Richard Bridgland, Bertrand Clerq-Roques
- Costumière : Gabriella Pescucci
- Directrice du casting : Karen Margiotta, Mary Margiotta Liora Reich
- Producteur : Sarah Radclyffe
- Coproducteur : Philippe Guez
- Producteur associé : Neris Thomas
- Producteur exécutif : Susan Tarr, Rob Scheidlinger, Lynn Siefert
- Production : Fox Searchlight Pictures
- Pays d’origine :  Royaume-Uni -  États-Unis
- Genre : drame
- Durée : 108 minutes
- Dates de sortie :
  - États-Unis : 12 juin 1998
  - Royaume-Uni : août 1998 Film (Festival international du film d'Édimbourg)
  - France : 1er janvier 1998

## Distribution
- Jessica Lange : Élisabeth Fischer (la cousine Bette)
- Elisabeth Shue : Jenny Cadine
- Bob Hoskins : Célestin Crevel
- Hugh Laurie : le baron Hulot d'Ervy
- Aden Young : le comte Wenceslas Steinbock
- Kelly MacDonald : la comtesse Hortense Steinbock
- Géraldine Chaplin : la baronne Hulot d'Ervy
- Toby Stephens : Victorin Hulot d'Ervy
- John Benfield : Horace Bianchon
- Toby Jones : l'homme au Café des Artistes
- Kenneth Jay : l'homme au Café des Artistes
- Simon McBurney : Vauvinet
- Philip Jackson : le prince de Wissembourg
- Laura Fraser : Mariette

## Production
Ce film fut tourné dans la région bordelaise, à Bordeaux même et surtout pour les intérieurs au château du Bouilh, à Saint-André-de-Cubzac.